# Eugène Coulon
Eugène Coulon (Lilla, 6 maggio 1876 – Lilla, 18 giugno 1954) è stato un pallanuotista francese.

## Carriera
Partecipò con i Pupilles de Neptune de Lille#2 al torneo di pallanuoto ai Giochi della II Olimpiade, in rappresentanza della Francia. La squadra francese, dopo aver battuto ai quarti il Berliner Swimming Club, viene travolta dalla rappresentativa inglese, piazzandosi sul terzo gradino del podio.

## Palmarès
- Bronzo ai Giochi olimpici di Parigi 1900